# 50 Virginia
50 Virginia è un asteroide della fascia principale. Scoperto nel 1857, presenta un'orbita caratterizzata da un semiasse maggiore pari a 2,6494316 au e da un'eccentricità di 0,2858621, inclinata di 2,83790° rispetto all'eclittica.
Scoperto da James Ferguson il 4 ottobre 1857 grazie al telescopio rifrattore da 9,6 pollici dello U.S. Naval Observatory di Washington, venne individuato indipendentemente il 19 ottobre anche da Karl Theodor Robert Luther dall'Osservatorio di Düsseldorf (situato nel distretto urbano di Bilk) in Germania, di cui era direttore dal 1851; la sua scoperta fu annunciata per prima.
La ragione per cui Virginia è stato battezzato così è sconosciuta. Potrebbe riferirsi a Verginia, una nobildonna romana del V secolo a.C., trucidata dal padre oppure in alternativa allo Stato americano della Virginia.